# رز دیون
رُز دیون (فرانسوی: Rose Dione‎؛ ۲۲ اکتبر ۱۸۷۵ – ۲۹ ژانویهٔ ۱۹۳۶) یک هنرپیشه فرانسوی-آمریکایی بود.
از فیلم‌ها یا برنامه‌های تلویزیونی که وی در آنها نقش داشته‌است می‌توان به عجوزه‌ها، سالومه، چهار سوار سرنوشت و کف‌صابون اشاره کرد.